# توني ماسيدو
توني ماسيدو (بالإنجليزية: Tony Macedo)‏ هو لاعب كرة قدم بريطاني في مركز حراسة المرمى، ولد في 22 فبراير 1938 في جبل طارق في المملكة المتحدة. لعب مع كولتشستر يونايتد ونادي ديربن سيتي ونادي فولهام.

## وصلات خارجية
- توني ماسيدو على موقع قاعدة بيانات كرة القدم.إي يو (الإنجليزية)